# Young Girl
"Young Girl" is een nummer van de Amerikaanse band Gary Puckett & the Union Gap. Het verscheen op hun gelijknamige album uit 1968. Op 13 februari van dat jaar werd het uitgebracht als de enige single van het album.

## Achtergrond
"Young Girl" is geschreven door en geproduceerd door Jerry Fuller. Het nummer wordt gezongen vanuit het oogpunt van een man die erachter komt dat het meisje waar hij mee uitgaat minderjarig is, terwijl hij, toen hij haar voor het eerst zag, dacht dat zij ouder was. Hij vraagt haar vervolgens om te vertrekken voordat de relatie tussen de twee "te ver" kan gaan. Op de opname werden de instrumenten ingespeeld door leden van het muziekcollectief The Wrecking Crew.
"Young Girl" behaalde de tweede plaats in de Amerikaanse Billboard Hot 100, waarin het door achtereenvolgens "(Sittin' on) The Dock of the Bay" van Otis Redding en "Honey" van Bobby Goldsboro van de eerste plaats werd gehouden. Daarnaast werd het een nummer 1-hit in onder meer de Britse UK Singles Chart alsmede in Canada, Ierland, Nieuw-Zeeland en Noorwegen. In Nederland piekte het op de tweede plaats in zowel de Top 40 als de Parool Top 20, waarin het in beide lijsten door "Ich bau' dir ein Schloss" van Heintje van de nummer 1-positie werd gehouden, terwijl het in een voorloper van de Vlaamse Ultratop 50 op de tweede plaats achter "Viva el amor" van Will Tura bleef staan. In het Verenigd Koninkrijk werd het in 1974 opnieuw als single uitgebracht als onderdeel van de collectie "Hall of Fame Hits" van CBS Records en behaalde het de zesde plaats.

## Hitnoteringen

### Nederlandse Top 40
| Hitnotering: 25-05-1968 t/m 31-08-1968 | Hitnotering: 25-05-1968 t/m 31-08-1968 | Hitnotering: 25-05-1968 t/m 31-08-1968 | Hitnotering: 25-05-1968 t/m 31-08-1968 | Hitnotering: 25-05-1968 t/m 31-08-1968 | Hitnotering: 25-05-1968 t/m 31-08-1968 | Hitnotering: 25-05-1968 t/m 31-08-1968 | Hitnotering: 25-05-1968 t/m 31-08-1968 | Hitnotering: 25-05-1968 t/m 31-08-1968 | Hitnotering: 25-05-1968 t/m 31-08-1968 | Hitnotering: 25-05-1968 t/m 31-08-1968 | Hitnotering: 25-05-1968 t/m 31-08-1968 | Hitnotering: 25-05-1968 t/m 31-08-1968 | Hitnotering: 25-05-1968 t/m 31-08-1968 | Hitnotering: 25-05-1968 t/m 31-08-1968 | Hitnotering: 25-05-1968 t/m 31-08-1968 | Hitnotering: 25-05-1968 t/m 31-08-1968 |
| Week                                   | 1                                      | 2                                      | 3                                      | 4                                      | 5                                      | 6                                      | 7                                      | 8                                      | 9                                      | 10                                     | 11                                     | 12                                     | 13                                     | 14                                     | 15                                     |                                        |
| -------------------------------------- | -------------------------------------- | -------------------------------------- | -------------------------------------- | -------------------------------------- | -------------------------------------- | -------------------------------------- | -------------------------------------- | -------------------------------------- | -------------------------------------- | -------------------------------------- | -------------------------------------- | -------------------------------------- | -------------------------------------- | -------------------------------------- | -------------------------------------- | -------------------------------------- |
| Nummer                                 | 36                                     | 18                                     | 10                                     | 6                                      | 6                                      | 4                                      | 2                                      | 2                                      | 3                                      | 4                                      | 9                                      | 12                                     | 18                                     | 29                                     | 38                                     | uit                                    |

### Parool Top 20
| Hitnotering: 01-06-1968 t/m 10-08-1968 | Hitnotering: 01-06-1968 t/m 10-08-1968 | Hitnotering: 01-06-1968 t/m 10-08-1968 | Hitnotering: 01-06-1968 t/m 10-08-1968 | Hitnotering: 01-06-1968 t/m 10-08-1968 | Hitnotering: 01-06-1968 t/m 10-08-1968 | Hitnotering: 01-06-1968 t/m 10-08-1968 | Hitnotering: 01-06-1968 t/m 10-08-1968 | Hitnotering: 01-06-1968 t/m 10-08-1968 | Hitnotering: 01-06-1968 t/m 10-08-1968 | Hitnotering: 01-06-1968 t/m 10-08-1968 | Hitnotering: 01-06-1968 t/m 10-08-1968 | Hitnotering: 01-06-1968 t/m 10-08-1968 |
| Week                                   | 1                                      | 2                                      | 3                                      | 4                                      | 5                                      | 6                                      | 7                                      | 8                                      | 9                                      | 10                                     | 11                                     |                                        |
| -------------------------------------- | -------------------------------------- | -------------------------------------- | -------------------------------------- | -------------------------------------- | -------------------------------------- | -------------------------------------- | -------------------------------------- | -------------------------------------- | -------------------------------------- | -------------------------------------- | -------------------------------------- | -------------------------------------- |
| Nummer                                 | 17                                     | 12                                     | 7                                      | 4                                      | 3                                      | 4                                      | 2                                      | 3                                      | 4                                      | 7                                      | 12                                     | uit                                    |

### NPO Radio 2 Top 2000
| Nummer met noteringen in de NPO Radio 2 Top 2000 | '99  | '00  | '01  | '02  |
| ------------------------------------------------ | ---- | ---- | ---- | ---- |
| Young Girl                                       | 1581 | 1648 | 1977 | 1670 |

1. ↑  Een vetgedrukt getal geeft de hoogste notering aan.
2. ↑  Deze tabel is bijgewerkt tot en met de laatste editie (2024).